# 254. Infanterie-Division (Wehrmacht)
Die 254. Infanterie-Division war ein Großverband des Heeres der deutschen Wehrmacht im Zweiten Weltkrieg.

## Geschichte

### Aufstellung
Die Division wurde am 26. August 1939 im Wehrkreis VI in Detmold als Division 4. Aufstellungswelle aus der Hälfte der Ergänzungseinheiten des Wehrkreises gebildet.

### Westfeldzug
Die Division trat im Mai 1940 im Rahmen des Westfeldzugs zum Angriff an und erreichte Dünkirchen.
Am 17. November 1940 gab die Division ein Drittel ihrer Truppenteile zur Aufstellung der 320. Infanterie-Division ab: den Stab des Infanterie-Regiments 454 sowie jeweils das III. Bataillon aller drei Infanterie-Regimenter. Außerdem die III. Abteilung des Artillerie-Regiments 254 sowie Teile der Divisionseinheiten. Die Abgaben wurden durch Neuaufstellungen ersetzt.

### Unternehmen Barbarossa
Beim Angriff auf die Sowjetunion kämpfte sich die Division über das Baltikum bis nach Leningrad vor und bezog anschließend Stellungen am Wolchow.
Anfang 1943 verlegte die Division in das Kampfgebiet südlich des Ilmensees und nahm an der Räumung des Kessels von Demjansk teil: Nach dem Bahntransport von Tschudowo und Nowgorod in den Raum Staraja Russa verlegte die Division im Fußmarsch in den „Schlauch“ zur Korpsgruppe Hoehne, um mit den Bataillonen II./454, I./474 und II./484 im Abschnitt der 225. Infanterie-Division bei Lewoschkino eingesetzt zu werden, bis zum 15. Januar 1943 die 225. Infanterie-Division abzulösen, die erbitterten Angriffe auf die Landverbindung in den Kessel abzuwehren und gemeinsam mit der 123. Infanterie-Division die Räumung des „Kampfraums Demjansk“ zu sichern. Am 27. Februar 1943 ging die Division hinter die Robja-Linie zurück und bezog Stellungen bei Staraja Russa.

### Umgliederung
Später verlegte die Division, im Laufe des Jahres zu einer Division neuer Art 44 umgegliedert, wieder an die Front am Wolchow, wurde jedoch Anfang 1944 an die Heeresgruppe Süd abgegeben und geriet bei Kamenez-Podolsk in den „wandernden“ Hube -Kessel. Nach dem unter schweren Verlusten gelungenen Ausbruch aus dem Kessel wurden das Grenadier-Regiment 474 und die III. Abteilung des Artillerie-Regiments 254 am 10. Mai 1944 aufgelöst und durch die im Raum Buczacz gesammelten Reste der aufgelösten 82. Infanterie-Division ersetzt. Am 4. Juli 1944 wurde die verbliebene Divisionsgruppe 82 zum Grenadier-Regiment 474 umgegliedert. Das Regiment wurde im April 1945 aufgelöst und durch das Grenadier-(Fahnenjunker) Regiment 1238 ersetzt.

### Kapitulation
Die Division kam bei Kriegsende im Raum Deutsch-Brod in sowjetische Gefangenschaft.

## Unterstellung und Einsatzräume
| Zeitraum       | Korps    | Armee          | Heeresgruppe | Einsatzraum   |
| September 1939 | Reserve  | 5. Armee       | C            | Eifel         |
| Oktober 1939   | XXII.    | 4. Armee       | B            | Niederrhein   |
| Dezember 1939  | XXII.    | 6. Armee       | B            | Niederrhein   |
| Mai 1940       | XXVI.    | 6. Armee       | B            | Niederrhein   |
| Juni 1940      | Reserve. | 18. Armee      | A            | Dünkirchen    |
| Juli 1940      | VII.     | 16. Armee      | A            | Lille         |
| August 1940    | XXIII.   | 16. Armee      | A            | Lille         |
| September 1940 | XXXVIII. | 9. Armee       | A            | Rouen         |
| Mai 1941       | I.       | 18. Armee      | C            | Ostpreußen    |
| Juni 1941      | XXXVIII. | 18. Armee      | Nord         | Riga          |
| August 1941    | XXVI.    | 18. Armee      | Nord         | Reval         |
| September 1941 | Reserve  | 18. Armee      | Nord         | Leningrad     |
| Oktober 1941   | XXXIX.   | 16. Armee      | Nord         | Wolchow       |
| Dezember 1941  | XXXIX.   | 18. Armee      | Nord         | Wolchow       |
| Januar 1942    | I.       | 18. Armee      | Nord         | Wolchow       |
| November 1942  | XXXVIII. | 18. Armee      | Nord         | Wolchow       |
| Februar 1943   | II.      | 18. Armee      | Nord         | Demjansk      |
| März 1943      | X.       | 16. Armee      | Nord         | Staraja Russa |
| April 1943     | LIV.     | 16. Armee      | Nord         | Leningrad     |
| Oktober 1943   | XXVI.    | 18. Armee      | Nord         | Leningrad     |
| Februar 1944   | XXXXVI.  | 1. Panzerarmee | Süd          | Hube-Kessel   |
| April 1944     |          |                |              |               |
| Mai 1944       | LIX.     | 1. Panzerarmee | Nord-Ukraine | Tarnopol      |
| Juli 1944      | XXIV.    | 1. Panzerarmee | Nord-Ukraine | Karpaten      |
| Juli 1944      | XXIV.    | 1. Panzerarmee | Nord-Ukraine | Karpaten      |
| August 1944    | XI.      | 1. Panzerarmee | Nord-Ukraine | Karpaten      |
| Oktober 1944   | XI.      | 1. Panzerarmee | A            | Karpaten      |
| Februar 1945   | XVII.    | 1. Panzerarmee | A            | Karpaten      |
| März 1945      | VIII.    | 17. Armee      | Mitte        | Schlesien     |
| April 1945     | XXVI.    | 1. Panzerarmee | Mitte        | Oberschlesien |
| Mai 1945       | LXXII.   | 1. Panzerarmee | Mitte        | Mähren        |

## Gliederung
- Infanterie-Regiment 454 (ab 1943 Grenadier-Regiment mit zwei statt drei Bataillonen)
- Infanterie-Regiment 474 (ab 1943 Grenadier-Regiment mit zwei statt drei Bataillonen)
- Infanterie-Regiment 484 (ab 1943 Grenadier-Regiment mit zwei statt drei Bataillonen)
- Füsilier-Bataillon 254 (ab 1943)
- Artillerie-Regiment 254
- I./Artillerie-Regiment 52 (am 7. September 1940 vom Artillerie-Regiment 16 der 16. Infanterie-Division abgegeben, da diese zur Panzerdivision umgebildet wurde)
- Pionier-Bataillon 254
- Panzerabwehr-Abteilung 254 (später Panzerjäger-Abteilung)
- Aufklärungs-Abteilung 254
- Feldersatz-Bataillon 254 (ab 1943)
- Nachrichten-Abteilung 254
- Divisions-Nachschubführer 254
- Divisionsgruppe 82 (Frühjahr 1944)

## Kommandeure
| Datum             | Dienstgrad                   | Name                 |
| 26. August 1939   | Generalmajor                 | Friedrich Koch       |
| 30. April 1940    | Generalleutnant              | Walter Behschnitt    |
| 20. Juli 1941     | Oberst                       | Gerhard von Schwerin |
| August 1941       | Generalleutnant              | Walter Behschnitt    |
| 1. Mai 1942       | Generalmajor                 | Friedrich Köchling   |
| 5. September 1942 | Oberst                       | Hellmuth Reymann     |
| 1. Oktober 1942   |                              | unbekannt            |
| 19. November 1942 | Generalmajor/Generalleutnant | Friedrich Köchling   |
| 16. August 1943   | Generalleutnant              | Alfred Thielmann     |
| 20. März 1944     |                              | unbekannt            |
| 31. Dezember 1944 | Generalmajor                 | Richard Schmidt      |

Erster Generalstabsoffizier (Ia)
| Datum          | Dienstgrad     | Name                             |
| 1939           | Major          | Ludwig Zoller                    |
| September 1940 | Major          | Gerhard Wagner                   |
| August 1942    | Oberstleutnant | Hans-Jürgen Freiherr von Ledebur |
| Juni 1943      | Major          | Otto Walter                      |
| 20. Mai 1944   | Oberstleutnant | Wolfgang Oldenburg               |

## Bekannte Divisionsangehörige
- Kurt Kühme (1885–1944), war von 1943 bis 1945, für die NSDAP, Mitglied des nationalsozialistischen Reichstags